# Glass Tiger
Glass Tiger (llamada originalmente Tokyo) es una banda canadiense originaria de Newmarket, Ontario. Fue formada en 1983 y sus éxitos más destacados son «Don't Forget Me (When I'm Gone)» y «Someday», que alcanzaron el Top Ten del Billboard Hot 100 en 1986. 
Glass Tiger ha sido una de las bandas más duraderas de Canadá al mantenerse en activo durante tres décadas, a pesar de no grabar discos completamente nuevos desde 1991.

## Historia
En 1984, firmaron un contrato con Capitol Records y su álbum debut The Thin Red Line, salió al mercado en 1986.
Su primer gran éxito fue «Don't Forget Me (When I'm Gone)» y llegó a la posición 2 en las lista de Billboard Hot 100.
De ese mismo álbum también salió «Someday» y llegó al puesto 7 en las listas de Billboard. 
Ganó tres Premios Juno en 1986: uno en la categoría Álbum del año por The Thin Red Line, Sencillo del año por «Don't Forget Me (When I'm Gone)» y por la categoría Nuevo grupo del año; asimismo ganó uno en 1987 en la categoría Sencillo del año por «Someday».  En 1987 Glass Tiger fue nominada a los Premios Grammy en la categoría de Mejor artista nuevo. 
El 13 de noviembre de 1986, Glass Tiger abrió el evento de Raised on Radio Tour que es un tour de la banda estadounidense Journey, que se llevó a cabo en el estadio Greensboro Coliseum Complex. El 14 de noviembre, Glass Tiger apareció otra vez con la banda Journey en el estadio Bojangles' Coliseum.
El 24 de noviembre se lanzó en el Reino Unido Now That's What I Call Music 8, que es la octava edición de la serie de álbumes recopilatorios de Now! en el que aparece la canción «Don't Forget Me (When I'm Gone)», bajo el sello discográfico de Virgin Records, EMI y PolyGram. El 4 de diciembre actuaron una vez más con Journey en el estadio Cox Convention Center.
Su segundo álbum salió al mercado en 1988 y se tituló, Diamond Sun y posteriormente Simple Mission en 1991. Ganó otro Juno por el Artista del año en 1989 y fue nominado en 1989 a Álbum del año por Diamond Sun y a Grupo del año en 1989 y en 1992.
En 1991 la canción «My Town» aparece el la lista de canciones del álbum Now That's What I Call Music! 20 que es la vigésima edición de Now! realizado el 30 de noviembre en el Reino Unido.
En 1999, la CARAS y MCA Records, lanzaron un álbum recopilatorio en el que aparece el exitoso tema «Don't Forget Me (When I'm Gone)».
En el 2005, Glass Tiger cumplió 20 años de hacer música y para celebrarlo EMI Music, lanzó en formato DVD y CD el álbum llamado No Turning Back 1985 - 2005, que contenía todos los éxitos de la banda de los años 80s y 90s, junto a dos nuevos vídeos hechos especialmente para este proyecto. En el mismo año Glass Tiger interpretó la canción «Don't Forget Me (When I'm Gone)» durante un episodio en del programa de televisión Hit Me, Baby, One More Time, de la cuarta semana el 22 de junio de la versión estadounidense transmitido por la cadena NBC.
En el 2010, Glass Tiger sigue haciendo presentaciones en fechas específicas, cuando todos los miembros de la banda están disponibles. Esto hace que cada actuación sea única, teniendo muy buena aceptación por parte del público que sigue fiel a su música.

## Formación
Miembros actuales
- Alan Frew: vocales, guitarra (1983-presente)
- Al Connely: guitarra (1983-presente)
- Wayne Parker: bajo
- Sam Reid: teclados (1983-presente)
- Chris McNeill: batería
- Tom Lewis: bajo

Miembros antiguos
- Michael Hanson: batería, guitarra (1983-1988)

## Discografía
| Sencillos - 1986: «Don't Forget Me (When I'm Gone)» - 1986: «Thin Red Line» - 1986: «Someday» - 1987: «You're What I Look For» - 1987: «I Will Be There» - 1987: «I'm Still Searching» | Álbumes de estudio - 1986: The Thin Red Line - 1988: Diamond Sun - 1991: Simple Mission |

## Premios
| Año  | Premio         | Categoría                    | Nominado                        | Resultado | Ref.  |
| ---- | -------------- | ---------------------------- | ------------------------------- | --------- | ----- |
| 1986 | Premios Juno   | Álbum del año                | The Thin Red Line               | Ganador   | [ 1 ] |
| 1986 | Premios Juno   | Sencillo del año             | Don't Forget Me (When I'm Gone) | Ganador   | [ 2 ] |
| 1986 | Premios Juno   | Grupo más prometedor del año | Glass Tiger                     | Ganador   | [ 3 ] |
| 1987 | Premios Grammy | Mejor artista nuevo          | Glass Tiger                     | Nominado  |       |
| 1987 | Premios Juno   | Sencillo del año             | "Someday"                       | Ganador   | [ 4 ] |
| 1989 | Premios Juno   | Grupo del año                | Glass Tiger                     | Nominado  | [ 5 ] |
| 1989 | Premios Juno   | Álbum del año                | Diamond Sun                     | Nominado  | [ 6 ] |
| 1989 | Premios Juno   | Intérprete del año           | Glass Tiger                     | Ganador   | [ 7 ] |
| 1992 | Premios Juno   | Grupo del año                | Glass Tiger                     | Nominado  | [ 8 ] |